# Crystal Bay
Predefinição:Info/Localidade dos Estados Unidosnome = Crystal Bay
Crystal Bay é um região censitária no condado de Washoe, estado de Nevada, nos Estados Unidos. Até 2010, fazia parte da região censitária de Incline Village-Crystal Bay, a partir esse ano surgiram duas novas regiões censitárias. Fica no lado norte do Lago Tahoe. Em 2010, a população de Crystal Bay era de 350 habitantes. De acordo com o United States Census Bureau tem uma área de 2,0 km², dos quais 0,8 km² cobertos por por água.

## Geografia
Crystal Bay fica situada a uma altitude de 1.889 m de altitude. A região censitária de Crystal Bay fica localizada na margem norte do Lago Tahoe, próximo da fronteira com o estado da Califórnia.

## Educação
A região é servida pelo  Washoe County School District.